# 穂高結花
穂高 結花（ほだか ゆか、1994年11月30日 - ）は、日本のAV女優。

## 略歴・人物
2015年7月にAVデビュー。身長168センチのスレンダー系のAV女優。プレステージ専属女優として4作品出演した後、企画単体女優へ移行。2017年5月発売作品をもって業界からフェードアウト。
2021年、DAHLIA専属になり活動再開。活動再開後の作品設定では「リアル人妻」となっている。

## 作品

### アダルトビデオ

#### プレステージ専属期間
| 7月10日  | 某有名お嬢様大学2年 奥手過ぎる手芸部員 AVデビュー | RAW-024 |  |
| 8月21日  | 奇跡の天然少女100%味わいます。volume.04           | ABP-350 |  |
| 9月18日  | 新・絶対的美少女、お貸しします。 ACT.46           | CHN-084 |  |
| 10月22日 | ぐしょ濡れ制服美少女と汁だく性交                  | ABP-382 |  |

#### 企画単体期間
| 発売日   | タイトル | DVD 品番 | メーカー       | 備考           |        |
| 2015年   | 2015年 | 2015年   | 2015年         | 2015年         | 2015年 |
| -------- | --- | -------- | -------------- | -------------- | ------ |
| 11月7日  | ぶりっ子アナウンサー田○み○実 極似 全国ナマ放送羞恥アクメSEX                                                                     | MIAD-978 | MOODYZ         |                |        |
| 2016年   | |          |                |                |        |
| 1月23日  | 絶倫デカチン男の精子が尽き果てるまで繰り返されるSEX                                                                             | KAWD-697 | Kawaii*        |                |        |
| 2月20日  | 中年おじさん達と笑顔で中出し懇願 こってりセックスしまくりの天使過ぎる女子高生                                                   | KAWD-702 | Kawaii*        |                |        |
| 6月1日   | 文京区にある女教師が通う生体セラピー治療院 12                                                                                   | CLUB-294 | 変態紳士倶楽部 | オムニバス作品 |        |
| 6月7日   | 不倫音大生 現役女子大生の恋愛事情                                                                                               | BF-463   | BeFree         |                |        |
| 9月1日   | 真夏の中年オヤジと汁汗唾涎ベロキス性交                                                                                          | MIAD-927 | MOODYZ         |                |        |
| 9月9日   | 募集ちゃんTV×PRESTIGE PREMIUM 07                                                                                                | BCV-007  | プレステージ   | オムニバス作品 |        |
| 10月1日  | 地元のDQN達に彼女を奪われて何も出来ない僕。                                                                                     | MIAD-964 | MOODYZ         |                |        |
| 10月1日  | 終電難民で有名な山○線大○駅の近くに部屋を借りほろ酔いOLのみばかりを狙って自宅に連れ込み始発までセックス 2                        | CLUB-290 | 変態紳士倶楽部 | オムニバス作品 |        |
| 11月11日 | ナンパTV×PRESTIGE 萌えコスSPECIAL 01                                                                                            | NPV-010  | プレステージ   | オムニバス作品 |        |
| 2017年   | |          |                |                |        |
| 1月7日   | チ○ポ大好きッ! おしゃぶり女子校生                                                                                               | MIAE-004 | MOODYZ         |                |        |
| 1月19日  | ある日、サークルの飲み会でハメられた彼女の寝取られ動画をネットで見つけてしまった僕。                                            | MIAE-011 | MOODYZ         | 共演2名        |        |
| 4月13日  | ボディコンお姉さんが媚薬を飲んだら72時間ド淫乱化! 身動き取れない状態で中出し・男潮吹き・連続射精で気絶するまでヌカれ続けたボク… | CJOD-074 | 痴女ヘブン     |                |        |
| 5月13日  | 絶対領域 愛しのニーハイ女子校生                                                                                                 | MIAE-057 | MOODYZ         |                |        |
| 2018年   | |          |                |                |        |
| 3月13日  | 天然美少女 穂高結花 まるごと!全5作品17コーナー 12本番コンプリート 8時間BEST                                                     | MIZD-085 | MOODYZ         | 女優ベスト     |        |

#### DAHLIA専属期間
| 配信日         | DVD 発売日     | タイトル | 品番      | 備考       |
| -------------- | -------------- | --- | --------- | ---------- |
| 2021年9月29日  | 2021年10月21日 | DAHLIA専属 穂高結花 あのお嬢様大学生が大人の色気をまとう美人妻になり奇跡の復活                                                         | DLDSS-045 |            |
| 2021年10月28日 | 2021年11月25日 | 「エッチじゃダメですか?」 イッてイッてイキまくる!! スケベ汁ぶち撒けアクメ覚醒性交                                                      | DLDSS-046 |            |
| 2021年11月29日 | 2021年12月23日 | 「私、セックスに溺れます…」 性欲を最高潮に高めた人妻の快楽だけを求める淫猥セックス                                                     | DLDSS-047 |            |
| 2021年12月29日 | 2022年1月27日  | 満たされない人妻の禁断不倫SEX同じコンビニで働く男子大学生と汗だくで交わり続けた熱い夏…                                                 | DLDSS-051 |            |
| 2022年1月31日  | 2022年2月23日  | 彼女いない歴30年。初めて彼女が出来たので今でも仲の良い従姉妹にお願いして中出しの練習をする事にした。                                   | DLDSS-055 |            |
| 2022年2月28日  | 2022年3月24日  | 夫が出張の3日間。夫の部下として再会した憧れの同級生と時を忘れて愛しあった記録。                                                        | DLDSS-059 |            |
| 2022年3月28日  | 2022年4月21日  | 最後の一滴まで絞り出した! 憧れの女上司と出張先でメチャクチャやりまくった 穂高結花                                                      | DLDSS-066 |            |
| 2022年4月25日  | 2022年5月26日  | 生ハメドキュメント家出妻ユカ ゲス親爺にヨダレ舐めベロ吸い性交された全記録 穂高結花                                                     | DLDSS-073 |            |
| 2022年5月31日  | 2022年6月23日  | 若妻、凌辱 監禁 調教… 悪夢のような恥ずかしいあのこと 穂高結花                                                                          | DLDSS-081 |            |
| 2022年6月28日  | 2022年7月21日  | 素人モデル結花が【個撮】の撮影会でおじさんカメラマン達に凌辱乱交 穂高結花                                                              | DLDSS-089 |            |
| 2022年7月31日  | 2022年8月25日  | 玄関先誘惑で若い来訪者たちの絶倫チ○ポを貪り尽くす欲求不満妻の日替わり連射不倫 穂高結花                                                 | DLDSS-102 |            |
| 2022年8月30日  | 2022年9月22日  | 「あなた、ごめんなさい…」 大っ嫌いな上司のチ○ポがGスポット直撃 気持ち良すぎて謝りながら腰振り回し絶頂し続ける騎乗位中出し人妻 穂高結花 | DLDSS-114 |            |
| 2022年9月27日  | 2022年10月20日 | 見つめながら何度も何度も中出しを求めてくる無制限発射OK中出しソープ 穂高結花                                                            | DLDSS-123 |            |
| 2022年10月29日 | 2022年11月23日 | 職場の気の弱い人妻OLの乳首こねくり回し 敏感早漏体質に開発して何度も何度も乳首イキさせまくった。 穂高結花                               | DLDSS-131 |            |
| 2022年11月25日 | 2022年12月22日 | 混浴温泉NTR 結婚直前の彼女の親友を孕ませてしまった…。 穂高結花                                                                         | DLDSS-145 |            |
| 2022年12月23日 | 2023年1月26日  | 突然の豪雨で帰宅困難になったバイト先のびしょ濡れパート人妻と朝まで… 穂高結花                                                           | DLDSS-156 |            |
| 2023年1月27日  | 2023年2月23日  | 「奥さん旦那にバラされたくなかったらマ〇コの奥まで見せてよ…」 何度も何度も… 追姦レ〇プされ続けた万引き人妻 穂高結花                    | DLDSS-164 |            |
| 2023年5月18日  | 2023年6月8日   | 穂高結花 DAHLIA淑女ベスト 乳首ビンビン本能のままの性交8時間                                                                            | DCDSS-002 | 単体ベスト |

#### アダルト配信
- 素人個人撮影、投稿。648（2015年6月18日、シロウトTV）ゆか19歳名義
- コスプレカフェナンパ 05 in 千駄ヶ谷 ゆか 19歳 コスプレカフェ店員（2016年6月12日、ナンパTV）ゆか名義[8]
- 募集ちゃん 086 ゆか 19歳 クリーニング屋（2016年7月6日、ARA）ゆか名義